# Arthur Hill (attore)
Arthur Edward Spence Hill (Melfort, 1º agosto 1922 – Los Angeles, 22 ottobre 2006) è stato un attore canadese.

## Filmografia parziale

### Cinema
- Profondo come il mare (The Deep Blue Sea), regia di Anatole Litvak (1955)
- Giorni senza fine (The Young Doctors), regia di Phil Karlson (1961)
- Missione in Oriente - Il brutto americano (The Ugly American), regia di George Englund (1963)
- Amori proibiti (In the Cool of the Day), regia di Robert Stevens (1963)
- Da un momento all'altro (Moment to Moment), regia di Mervyn LeRoy (1966)
- Detective's Story (Harper), regia di Jack Smight (1966)
- Petulia, regia di Richard Lester (1968)
- La lunga ombra gialla (The Chairman), regia di J. Lee Thompson (1969)
- Coniglio, non scappare (Rabbit, Run), regia di Jack Smight (1970)
- Andromeda (The Andromeda Strain), regia di Robert Wise (1971)
- Killer Elite (The Killer Elite), regia di Sam Peckinpah (1975)
- Futureworld - 2000 anni nel futuro (Futureworld), regia di Richard T. Heffron (1976)
- Quell'ultimo ponte (A Bridge Too Far), regia di Richard Attenborough (1977)
- Il campione (The Champ), regia di Franco Zeffirelli (1979)
- Una piccola storia d'amore (A Little Romance), regia di George Roy Hill (1979)
- Computer per un omicidio (The Amateur), regia di Charles Jarrott (1981)
- Making Love, regia di Arthur Hiller (1982)
- Qualcosa di sinistro sta per accadere (Something Wicked This Way Comes), regia di Jack Clayton (1983) - voce narrante
- Un magico Natale (One Magic Christmas), regia di Phillip Borsos (1985)

### Televisione
- Colonnello March (Colonel March of Scotland Yard) – serie TV, episodio 1x17 (1956)
- Ben Casey – serie TV, episodio 1x10 (1961)
- The Nurses – serie TV, episodio 1x01 (1962)
- Il reporter (The Reporter) – serie TV, episodio 1x13 (1964)
- Slattery's People – serie TV, episodio 1x03 (1964)
- I giorni di Bryan (Run for Your Life) – serie TV, episodio 2x23 (1967)
- Lancer – serie TV, episodio 1x17 (1969)
- La casa nella prateria (Little House on the Prairie) – serie TV, episodio 3x06 (1976)
- La signora in giallo (Murder, She Wrote) – serie TV, episodi 1x00-7x07 (1984-1990)
- Colombo (Columbo) – serie TV, episodio 9x03 (1990)

## Doppiatori italiani
Nelle versioni in italiano delle opere in cui ha recitato, Arthur Hill è stato doppiato da:
- Giorgio Piazza in Killer Elite, Futureworld - 2000 anni nel futuro
- Cesare Barbetti in Il campione, Making Love
- Sergio Graziani in Detective's Story
- Dario Penne in Andromeda
- Aldo Barberito in La casa nella prateria
- Riccardo Cucciolla in Quell'ultimo ponte
- Diego Michelotti in Hagen
- Sandro Iovino in La signora in giallo (ep. 1x00)
- Arturo Dominici in Un magico Natale
- Franco Zucca in La signora in giallo (ep. 7x07)
- Sandro Pellegrini in Colombo
- Romano Malaspina in Andromeda (ridoppiaggio)

Da doppiatore è sostituito da:
- Gino La Monica in Qualcosa di sinistro sta per accadere